# کویچی سوگیاما (بازیکن فوتبال)

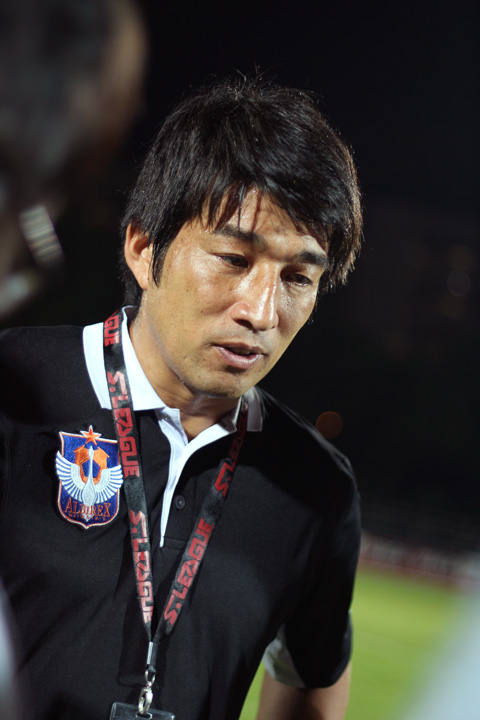
کویچی سوگیاما در سال ۲۰۱۲

کویچی سوگیاما (ژاپنی: 杉山 弘一؛ زادهٔ ۲۷ اکتبر ۱۹۷۱) یک بازیکن فوتبال اهل ژاپن است.
از باشگاه‌هایی که در آن بازی کرده‌است می‌توان به باشگاه فوتبال اوراوا رد دیاموندز، باشگاه فوتبال توکیو وردی و باشگاه فوتبال آلبیرکس نیگاتا اشاره کرد.
کویچی سوگیاما در تیم‌هایی همچون باشگاه فوتبال بلاوبلیتز آکیتا مربی‌گری کرده‌است.